# Jean Épivent
Pour les articles homonymes, voir Épivent.
Jean Épivent, né le 23 août 1877 à Pordic (Côtes-du-Nord) et mort le 15 mai 1939 à Pordic, est un homme politique français.

## Biographie
Agriculteur, il est président du comice agricole de Saint-Brieuc, vice-président de la Société d'agriculture des Côtes-du-Nord et adjoint au maire de Pordic. Il est député des Côtes-du-Nord de 1924 à 1928, siégeant au groupe l'Union républicaine démocratique. Il fut battu aux élections législatives de 1928. 
Jean Épivent meurt à  Pordic le 15 mai 1939 à l’âge de 61 ans. 

## Sources
- « Jean Épivent », dans le Dictionnaire des parlementaires français (1889-1940), sous la direction de Jean Jolly, PUF, 1960 [détail de l’édition]